# Histoire des supports d'enregistrement sonore
 (juillet 2019).
Si vous disposez d'ouvrages ou d'articles de référence ou si vous connaissez des sites web de qualité traitant du thème abordé ici, merci de compléter l'article en donnant les références utiles à sa vérifiabilité et en les liant à la section « Notes et références ».

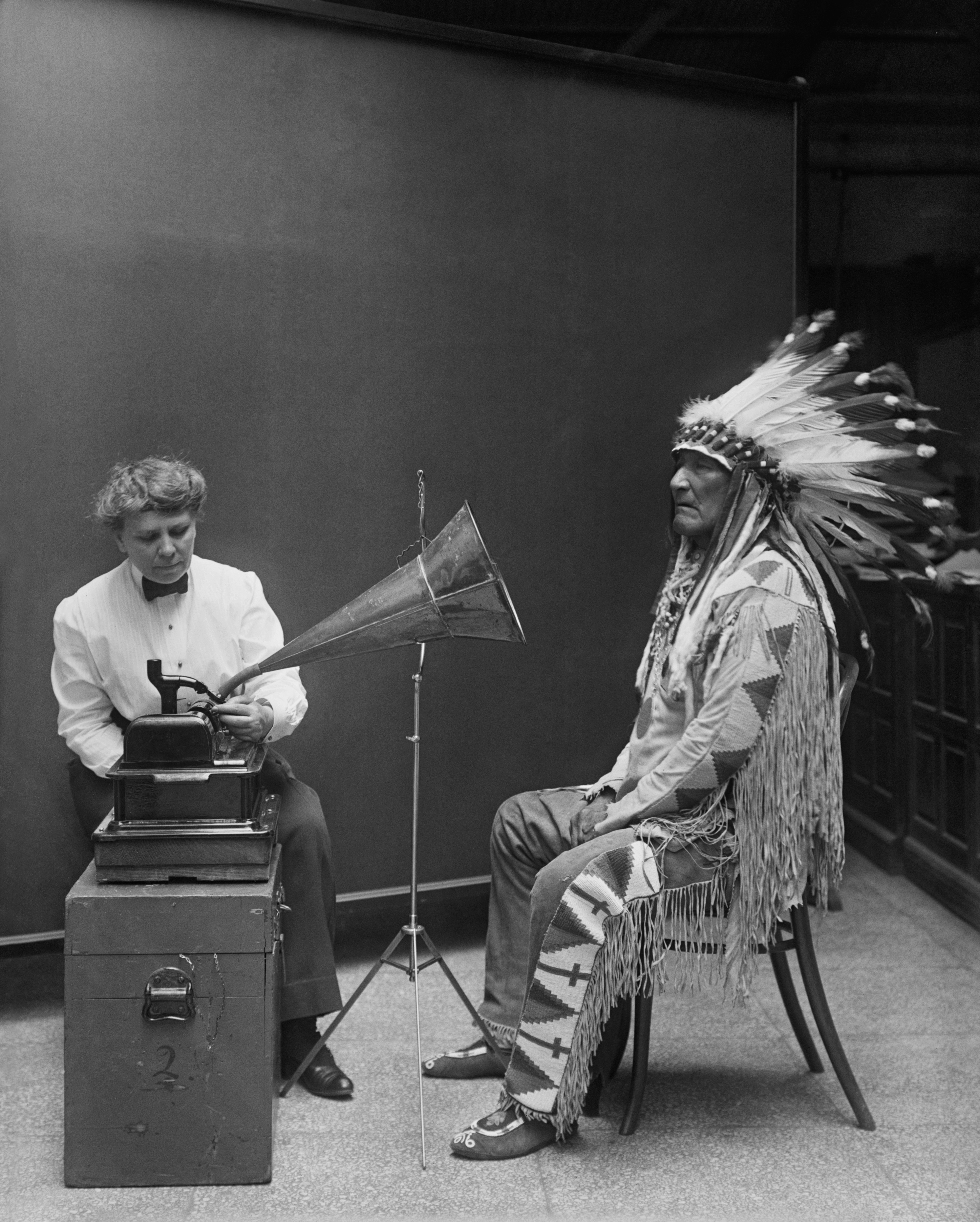
Enregistrement d'un chef de premières Nations sur un phonographe à cylindre en 1916 par Frances Densmore.

L'histoire des supports d'enregistrement sonore débute en 1857 avec un appareil qui, s'il est capable d'enregistrer une onde sonore complète sous la forme d'un tracé et non plus de simples vibrations, n'en permet pas la restitution : le Phonautographe du Français Édouard-Léon Scott de Martinville, — il faut attendre 2008 pour que des chercheurs parviennent à obtenir des fichiers audibles à partir de numérisations de tracés datant de 1860.
La restitution arrive vingt ans plus tard, en 1877, avec deux inventions quasi simultanées : le paléophone de Charles Cros, et le phonographe de Thomas Edison. Le matériel d'enregistrement et de restitution a depuis lors constamment évolué jusqu'à un traitement de plus en plus souvent entièrement numérique, de l'enregistrement à la restitution.

## Chronologie

### Premières évocations littéraires
Avant l'invention des premiers appareils à la fin du XIXe siècle, plusieurs auteurs évoquèrent le concept d'enregistrement sonore de manière fictionnelle.
C'est le cas de François Rabelais dans un épisode célèbre du Quart Livre (1552), qui met en scène Pantagruel et ses camarades témoins de sons « gelés », puis ranimés. La comparaison avec l'enregistrement sonore a été très régulièrement opérée,, ainsi que la référence possible à certains auteurs antérieurs : Homère, Plutarque, Castiglione entre autres, évoquant également de telles « paroles gelées »,.
Savinien de Cyrano de Bergerac suggéra plus tard, dans les États et Empires de la Lune (1655), un système proche des baladeurs, employé à l'écoute de livres enregistrés, :

« C’est un livre à la vérité, mais c’est un livre miraculeux qui n’a ni feuillets ni caractères ; enfin c’est un livre où, pour apprendre, les yeux sont inutiles ; on n’a besoin que d’oreilles. Quand quelqu’un donc souhaite lire, il bande, avec une grande quantité de toutes sortes de clefs, cette machine, puis il tourne l’aiguille sur le chapitre qu’il désire écouter, et au même temps il sort de cette noix comme de la bouche d’un homme, ou d’un instrument de musique, tous les sons distincts et différents qui servent, entre les grands lunaires, à l’expression du langage. »

Dix ans avant les phonautogrammes de Scott de Martinville, Théophile Gautier tire du récent procédé photographique l'idée d'un possible enregistrement des voix, dans un passage faisant référence à la comédienne Mademoiselle Mars peu après sa mort,.

### Systèmes mécaniques à cylindre et à disque
Le phonographe est inventé en 1877.
Cet appareil fonctionne sur un principe simple : son dispositif permet d'enregistrer des sons grâce à un stylet composé d'une aiguille interchangeable. Ce stylet grave les sonorités sur un cylindre d'étain, remplacé plus tard par un cylindre de cire améliorant la qualité de l'enregistrement. Lorsque l'enregistrement est terminé, la gravure obtenue peut être lue par le stylet. L'aiguille fait vibrer le diaphragme et transforme le sillon gravé en sons. Afin de permettre la diffusion de ces premiers enregistrements, un mécanisme de recopie sur cylindre de bakélite est mis au point : la qualité est meilleure et le cylindre ne craint plus les déformations ni la chaleur.
Le gramophone est développé par Émile Berliner dans les années 1880. Disposant d'une tête réversible et d'un cornet en guise de « microphone », il enregistre sur un disque au lieu d'un cylindre.
Les cylindres sont difficiles à reproduire, au contraire des disques, et la qualité acoustique est similaire : aussi, les disques s'imposent pour la commercialisation d'enregistrements, et la vitesse de rotation de 78 tours par minute devient le principal standard international jusqu'à l'émergence du microsillon.

### Enregistrement électrique, disque microsillon
L'invention de la triode en 1906 débouche sur l'utilisation de microphones et de graveurs électriques pour la réalisation de disques, à partir de 1925. L'enregistrement électrique améliore sensiblement les possibilités offertes à l'enregistrement, en particulier dans le domaine musical.
Un nouveau support apparait en 1948 : le disque microsillon, appelé aussi vinyle (parfois orthographié vinyl à l'anglaise pour le distinguer du matériau) ou « disque noir », sur deux formats d'abord concurrents puis complémentaires, respectivement à 45 et 33 tours par minute. Le 33 tours permet une restitution de bien meilleure qualité que les disques 78 tours et la reproduction de morceaux beaucoup plus longs, entraînant l'apparition du format dénommé « album », compilation de chansons d'un même artiste ou groupe.
Chaque face est parcourue par un sillon microscopique en spirale dont le début est en règle générale à l'extérieur et la fin vers le centre du disque (même si de rares disques sont gravés dans le sens inverse).
Au registre des supports propriétaires basés sur la technologie microsillon, il existe également un système allemand, baptisé Tefifon (en), qui utilise des bandes souples au lieu d'un disque.

### Supports magnétiques
L'enregistrement sonore magnétique commence en 1898 avec le télégraphone, premier système d'enregistrement sonore sur fil magnétique.
Le magnétophone à bandes tel qu'on le connaît encore aujourd'hui apparaît en 1928, grâce à l'Allemand Karl Stille. Il permet d'enregistrer des sons sur une bande magnétique. Les bandes des divers magnétophones développés à partir de cette époque peuvent prendre la forme de bobines libres, que l'utilisateur doit relier manuellement à une bobine dévidoir, ou être protégées par une « cassette » ou « cartouche » audio à l'instar de la Compact Cassette de Philips et des cartouches 8 pistes qui en sont les modèles les plus répandus. La cassette Philips, presque disparue à la fin du XXe siècle, suscite un regain d'intérêt — similaire à celui du disque microsillon quelque temps plus tôt — chez les amateurs de son « vintage » au début des années 2020.
Les magnétophones de studio d'enregistrement professionnels les plus performants, d'abord limités à l'enregistrement simultané de quatre pistes dans les années 1960, ont peu à peu évolué jusqu'à permettre d'en enregistrer 24. En conséquence, le travail de production multipistes en studio a été grandement facilité.
En 1964, la Compact Cassette de Philips, couramment appelée « cassette audio » bien qu'il en existe déjà d'autres types depuis plusieurs années, commence à être commercialisée. Elle comporte deux bobines sur lesquelles est enroulée une bande magnétique. Elle permet d'enregistrer ou d'écouter de la musique ou bien tout autre type de sons.
Quatre canaux ou « pistes » sont écrits en parallèle sur la bande, soit 2x2 canaux stéréo. Deux sont enregistrés lorsque la bande se trouve sur un côté dans le lecteur ou l'enregistreur et deux autres lorsqu'elle est retournée. Certains lecteurs de cassettes peuvent lire successivement les deux côtés de la cassette sans que l'utilisateur ait besoin de la retourner manuellement, procédé dénommé autoreverse : généralement, cela est possible grâce à une tête de lecture double et par l'inversion du sens de défilement de la bande, mais de rares lecteurs retournent physiquement la cassette.

### Cinéma sonore et home cinéma
En 1928, on utilise l'enregistrement par phonographie pour les débuts du cinéma sonore ou « cinéma parlant ». Depuis, les techniques employées pour sonoriser les films ont évolué tout comme celles concernant le stockage et l'amélioration de l'image : enregistrement optique sur un côté de la pellicule d'abord, puis son associé au film sur un support externe ou sur le même support pour permettre l'ajout de pistes supplémentaires et favoriser l'immersion du spectateur : stéréophonie, Dolby Stereo avec effet « surround », Dolby Digital et Digital Theater System, etc.
Les systèmes home cinema ont suivi une évolution similaire à celle des salles, proposant eux aussi des systèmes sonores à la restitution de plus en plus fidèle et de plus en plus immersive au fil des innovations.

### Enregistrements numériques
Les supports d'enregistrement numériques sont basés sur plusieurs technologies : enregistrements optique et magnéto-optique, enregistrement magnétique, mémoire flash, etc.
En 1981 apparaît une révolution dans l'histoire du son : le disque compact (ou CD pour Compact Disc), qui apporte la qualité numérique chez l'auditeur, sous la forme d'un disque de plastique de 12 cm de diamètre, considéré alors comme moins fragile que le disque microsillon. Son fonctionnement est basé sur une lecture optique de creux et bosses balayés par un laser.
Avec lui, les enregistrements de qualité professionnelle deviennent portables, le CD se déclinant aussi sous la forme d'autoradios et de baladeurs. Depuis l'introduction de ce support, plusieurs tentatives ont été faites pour imposer des standards grand public concurrents, comme le Minidisc magnéto-optique réinscriptible de Sony, la Digital Compact Cassette de Philips, etc. Tous ont connu une existence éphémère et, en 2022, seul le support Super Audio CD continue d'être considéré comme une alternative supérieure — quoique toujours confidentielle — par les audiophiles.
Au niveau professionnel puis en home studio, les principaux supports numériques qui font leur apparition durant les années 1990 sont l'ADAT (en) et les systèmes direct-to-disk pour l'enregistrement multipistes, et les cassettes DAT pour l'enregistrement de masters. Depuis les années 2000, les systèmes direct-to-disk intégraux ont pris le pas sur leurs concurrents à bande, à l'exception des studios souhaitant se singulariser en proposant une chaîne de production principalement ou totalement analogique.
La démocratisation d'internet et des premiers graveurs de CD abordables à la même époque ont pour leur part de nouveau transformé les habitudes des consommateurs en entraînant respectivement l'apparition du téléchargement de musique légal ou non et du streaming, d'une part, et la gravure domestique de copies privées légales ou illicites, d'autre part. Les effets réels du piratage sur l'industrie du disque sont toujours discutés, s'il reste indéniable que celle-ci a subi une baisse très importante de ses revenus avec par exemple « un chiffre d’affaires qui a baissé de moitié en France entre 2005 et 2011 ».
Avec la généralisation de l'accès à internet, le format de fichiers MP3 s'est imposé et avec lui, le baladeur numérique dont le principal représentant est l'Apple iPod, écoulé à plus de 250 millions d'exemplaires entre 2001 et 2010. Avec l'émergence de cette nouvelle façon de consommer la musique, les ventes de supports physiques se sont graduellement effondrées, avant de connaître un regain d'intérêt au début des années 2020.